# Ignite
Pour l’article homonyme, voir Ignite (homonymie).
 (janvier 2010).
Si vous disposez d'ouvrages ou d'articles de référence ou si vous connaissez des sites web de qualité traitant du thème abordé ici, merci de compléter l'article en donnant les références utiles à sa vérifiabilité et en les liant à la section « Notes et références ».

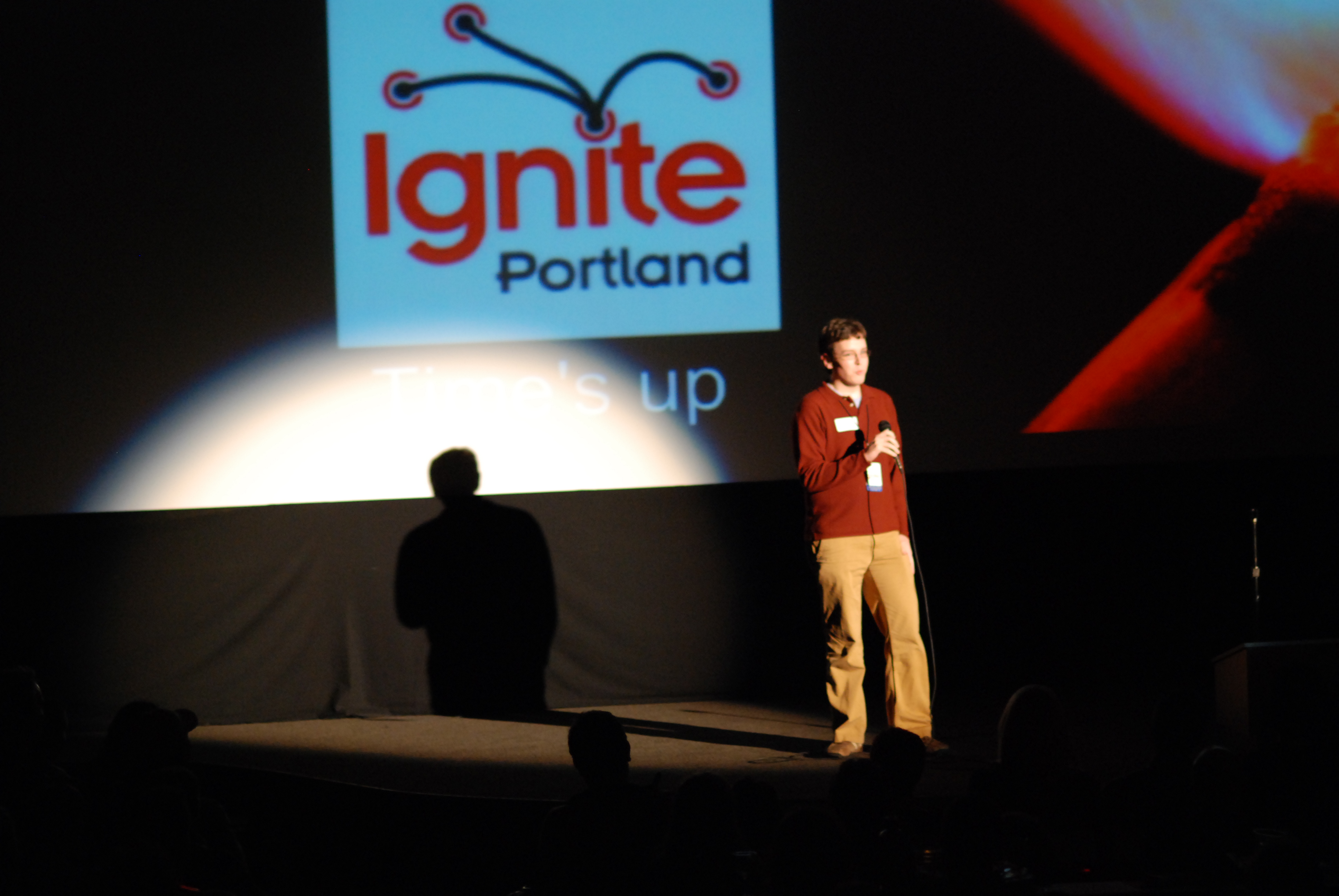
Représentation dignite.

Ignite est un style de présentation où les participants disposent de cinq minutes pour faire une présentation orale d'un sujet illustrée par un diaporama (présentation) de vingt diapositives. Chaque diapositive est affichée quinze secondes et le défilement est continu, automatisé. Le premier ignite a eu lieu à Seattle (Washington) en 2006 et a été sponsorisé par O'Reilly Media et le magazine MAKE. L'origine du mot provient du mot anglais to ignite, signifiant « enflammer », « mettre le feu », « s'enflammer ».

## Présentation
L'objectif de ce style de présentation est de rendre dynamique et convaincante une prestation en définissant des contraintes formelles fortes qui contraignent l'orateur à se concentrer sur le message qu'il veut faire passer sans s'égarer dans des parenthèses sans fin, et pour éviter les problèmes de dépassement de présentation qui pénalisent généralement les orateurs qui passent en fin de session. Un peu comme les radio-crochets, les ignites doivent permettre à des orateurs de se faire remarquer en quelques minutes pour promouvoir un concept, une idée, une personnalité. Le principe des soirées ignite est de rassembler des orateurs sur des thèmes définis ou non.
Le principe a été initié par Brady Forrest et Bre Pettis. O'Reilly a repris la suite du projet lors de l'OSCON 2009. Toutefois si O'Reilly Media est en situation de donner une visibilité globale à ces événements, chaque organisateur garde son indépendance et peut ajuster les règles à son contexte. La participation de l'assistance et des orateurs est initialement gratuite et libre, leurs organisations et leurs soutiens reposant sur le sponsoring et le bénévolat.
Les ignites semblent devenir un petit phénomène tendance très prisé des communautés high-tech (lectorat d'O'Reilly, de Wired...) et se développent principalement dans les grands centres urbains de la planète.[réf. nécessaire]